# Celestial Season
Celestial Season est un groupe néerlandais de metal gothique, originaire de Nimègue.

## Histoire
Celestial Season est formé par les frères Stefan et Robert Ruiters avec Jeroen Haverkamp, Lucas van Slegtenhorst et Jason Köhnen. Stefan Ruiters se charge du chant, son frère Robert ainsi que Jeroen Haverkamp apportent leur contribution en tant que guitaristes. Jason Köhnen, qui se fait connaître plus tard sous le nom de Bong-Ra et avec The Kilimanjaro Darkjazz Ensemble et The Mount Fuji Doomjazz Corporation, s'occupe de la batterie, et Lucas van Slegtenhorst de la basse électrique.
Après la démo Promises diffusée en 1992, le groupe fait ses débuts en 1993 avec le single Flowerskin sur le label suisse de death metal Witchhunt Records. La même année, Forever Scarlet Passion, le premier album du groupe, est publié. L'album est considéré comme l'un des premiers albums de metal gothique et les critiques le considèrent comme une œuvre pionnière du genre influencé par le death-doom, à côté des sorties de Paradise Lost, My Dying Bride et Anathema. Le groupe effectue sa première tournée à la même période, qu'il a soutenue par la publication d'un split des partenaires de tournée concernés. La cassette audio Anthology of Doom Tour est distribuée pendant les concerts et sans partenaire contractuel. 
Jusqu'à l'enregistrement du troisième album studio Orange, le groupe se réduit à Crutz, van Zanen, Smit et Köhnen. Après la sortie de l'album via Big Bloke, Köhnen, le dernier membre de la formation originale, quitte le groupe. Köhnen, qui était le dernier bassiste, est remplacé par Jacques de Haard. Le groupe reste stable dans cette formation jusqu'à sa séparation en 2001. L'album Chrome, publié en 1999 par HKM, est présenté par le groupe au Dynamo Open Air et au Roadburn Festival. Avec l'album Lunchbox Dialogues et l'EP Songs from the Second Floor, deux autres sorties suivent avant que le groupe ne se sépare,.
En octobre 2020, le groupe sort un nouvel album, The Secret Teachings. Le style musical de Celestial Season s'inspire de ses débuts. Marc Thorbrügge établit pour metal.de un parallèle avec My Dying Bride et les premières œuvres du groupe, mais qualifie l'album de « retour mitigé ». Avec les albums Mysterium I et Mysterium II, l'activité du groupe se poursuit en 2022 sous la forme d'une série annoncée comme une trilogie. Les deux premiers volets de la trilogie ont complètement convaincu Ernst Lustig de stormbringer.at, Mysterium II l'ayant convaincu « un peu plus que le précédent ». 

## Discographie
- 1992 : Promises (démo)
- 1993 : Flowerskin (single, Witchhunt Records)
- 1993 : Anthology of Doom Tour (split avec Lords of the Stone et Evisceration)
- 1993 : Forever Scarlet Passion (album, Adipocere Records)
- 1994 : Promo 1994 (démo)
- 1994 : Fire in the Winter/Above Azure Oceans (split avec Lords of the Stone, Displeased Records)
- 1995 : Solar Lovers (album, Displeased Records)
- 1995 : Sonic Orb (EP, Displeased Records)
- 1996 : 3 Track Demon (démo)
- 1997 : Black Queen Is Dynamite (single, Big Bloke)
- 1997 : Orange (album, Big Bloke)
- 1999 : Demo '99 (démo, Selbstverlag)
- 1999 : Chrome (album, HKM)
- 2000 : Lunchbox Dialogues (album, La Guapa Records)
- 2001 : Songs from the Second Floor (EP, Drunken Maria)
- 2011 : Decamerone (single)
- 2020 : The Secret Teachings (album, Burning World Records)
- 2022 : Mysterium I (album, Burning World Records)
- 2022 : Mysterium II (album, Burning World Records)
- 2024 : Mysterium III (album, Roadburn Records)
- 2024 : Orbis Mysterium (the Mysterium Trilogy) (compilation, coffret, Burning World Records)